# Wilhelm Bock (Politiker, 1872)

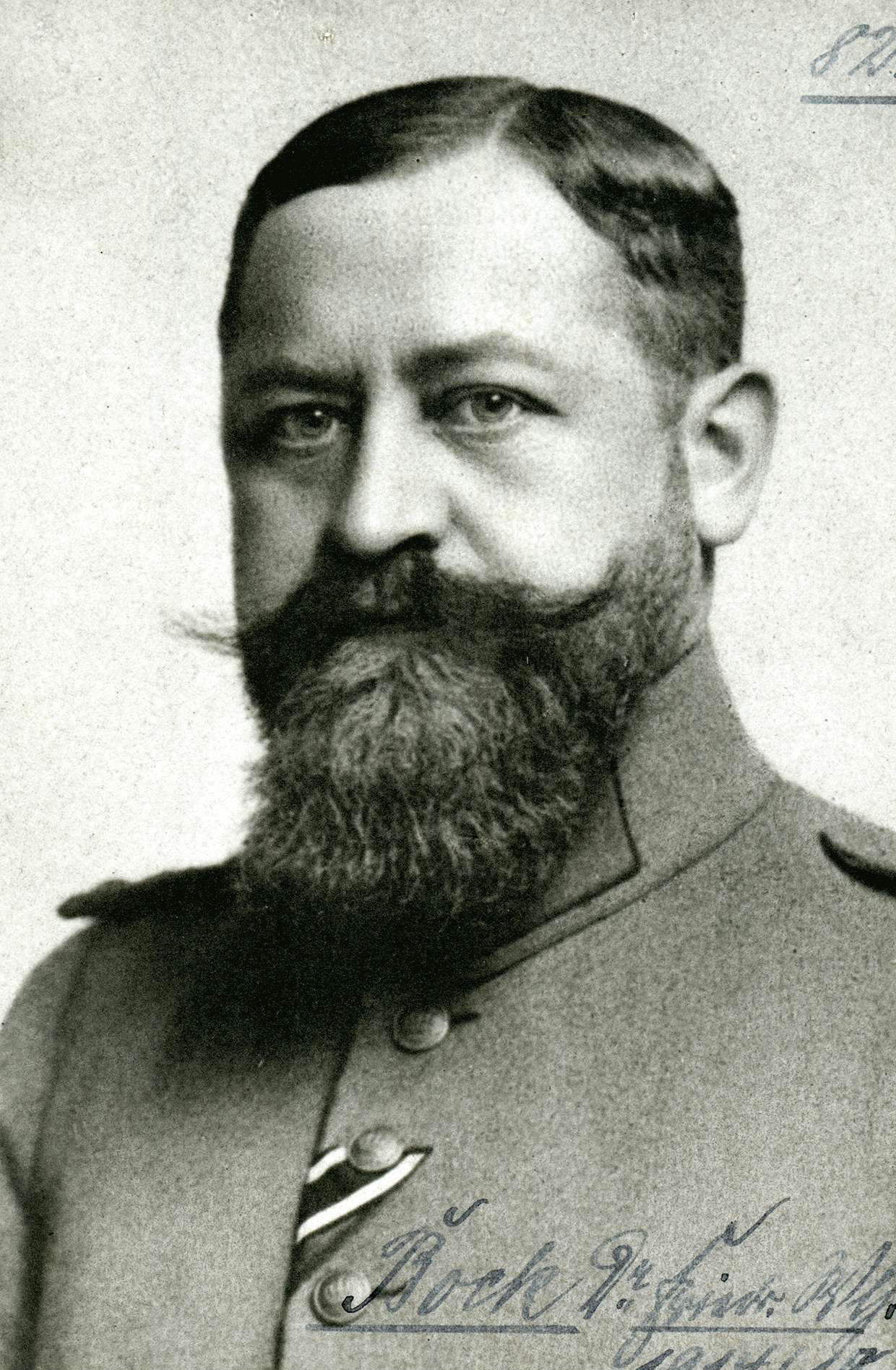
Friedrich Wilhelm Bock

Friedrich Wilhelm Bock (* 3. März 1872 in Schweinfurt; † 14. September 1924 in Müllheim (Baden)) war ein deutscher Arzt und Politiker.

## Leben
Bock wurde 1872 als Sohn eines Lehrers geboren und besuchte das Humanistische Gymnasium in Schweinfurt. Nach seinem Abitur studierte er Medizin in Erlangen, Würzburg und Freiburg im Breisgau. Während seines Studiums wurde er 1890 Mitglied der Burschenschaft der Bubenreuther. Er wurde zum Dr. med. promoviert und arbeitete ab 1902 als Bezirksarzt in Müllheim, wo er von 1906 bis 1922 dem dortigen Bürgerausschuss angehörte. Am Ersten Weltkrieg nahm er von 1914 bis 1918 teil. Er war Mitglied des Badischen Landtags (1915–1918, 1920–1921) und der Badischen Evangelischen Landessynode.